# Téléfilms du Caméléon
Chronologie
Saison 4
Cet article présente le guide des téléfilms de la série télévisée Le Caméléon (The Pretender).
Il était initialement prévu quatre téléfilms, mais par suite d'une mauvaise audience, seulement deux furent produits.

## Liste des épisodes

### Épisode 1:Caméléon contre Caméléon
- États-Unis : 22 janvier 2001 sur TNT
- France : 19 octobre 2001 sur M6

- Michael T. Weiss (Jarod)
- Andrea Parker (Mlle Parker)
- Patrick Bauchau (Sydney)
- Jon Gries (Broots)
- Jamie Denton (M. Lyle)
- Tyler Christopher (Ethan)
- Richard Marcus (William Raines)
- Harve Presnell (M. Parker)
- Peter Outerbridge (Alex)

Jarod, Ethan et Mlle Parker ont survécu au crash du métro. Mlle Parker a des visions de sa mère. Edward Ballinger, un ami de Jarod, celui avec qui il s'était enfui du Centre, un autre Caméléon, actuellement agent de la NSA, a été blessé grièvement par un terroriste. Jarod rejoint la NSA pour participer à l'enquête. Il s'avère qu'ils recherchent un tueur qui est appelé Le Caméléon. Celui-ci joue avec Jarod, lui envoyant des indices indiquant qu'il sait qui il est vraiment. L'enquête de Jarod le conduit non loin  du Centre. 
- L'épisode commence par une projection de diapositives où un homme présente à un autre tous les protagonistes.
- Jarod parle de la langue Apache comme étant celle utilisée comme cryptage contre les Japonais par les Américains pendant la Seconde Guerre mondiale. Il s'agissait plus précisément de la langue Navajo. Cette anecdote a d'ailleurs été popularisée plus tard par le film Windtalkers avec Nicolas Cage.
- En VO, c'est le terme Pretender qui est utilisé pour désigner Jarod et ceux qui ont les mêmes facultés que lui, traduit par caméléon en VF. Or, en VO, dans cet épisode, la NSA en est après un tueur qui est appelé Cameleon.

### Épisode 2:L'Antre du Diable
- États-Unis : 10 décembre 2001 sur TNT
- France : 28 décembre 2002 sur M6

- Production : Michael J. Maschio, Cathy M. Frank, Frederick King Keller, Steven Long Mitchell et Craig Van Sickle
- Musique : Velton Ray Bunch
- Sociétés de production : Twentieth Century Fox Television et Turner Network Television
- Photographie : Malcolm Cross
- Montage : Jon Koslowsky
- Décors : Lucinda Zak
- Costumes : Barbara Somerville

- Michael T. Weiss (Jarod)
- Andrea Parker (Mlle Parker)
- Patrick Bauchau (Sydney)
- Jon Gries (Broots)
- Harve Presnell (M. Parker)
- Richard Marcus (William Raines)
- Jamie Denton (M. Lyle)
- Paul Dillon (Angelo)
- Diana Leblanc (Ocee, la femme aveugle)
- John Bourgeois (Frère Menenicus)
- Jack Langedijk (Frère Rinaldus)
- Julian Richings (Frère Clote)
- Conrad Coates (Adama, membre du Centre)

- Durée : 01:27
- Formats : Couleur, 1,33:1, Dolby Surround, 35 mm
- Au cours du film, des éléments sont révélés sur la véritable identité du père de Mlle Parker. Cet épisode sous-entend le prénom de Mlle Parker, pourquoi la mère de Jarod se cache et quelle est la nature de sa quête.
- Pour la séquence du crash aérien, la production a utilisé des stock-shots issus du film 58 minutes pour vivre de 1990.